# HMS C3
HMS C3 – brytyjski okręt podwodny typu C. Zbudowany w latach 1905–1906 w Vickers w Barrow-in-Furness. Okręt został wodowany 3 października 1906 roku i rozpoczął służbę w Royal Navy 23 lutego 1906 roku. 
W 1914 roku C3 stacjonował w Sheerness przydzielony do Piątej Flotylli Okrętów Podwodnych (5th Submarine Flotilla) pod dowództwem Lt. Edward W. B. Ryana.
23 kwietnia 1918 C3 załadowany materiałami wybuchowymi został podprowadzony na holu w okolice Zeebrugge. Tam załoga, złożona z 5 marynarzy pod dowództwem ochotnika Lt. Richarda Sandforda rozpędziła go do prędkości około 9 węzłów i ewakuując się na łodziach motorowych, rozbiła okręt o wiadukt łączący molo portowe ze stałym lądem, powodując jego zniszczenie. 
Okręt został sprzedany w październiku 1920 roku i zezłomowany.